# Albert Champoudry
Albert Alphonse Champoudry (* 8. Mai 1880 in Paris; † 23. Juni 1933 ebenda) war ein französischer Mittel- und Langstreckenläufer.
Bei den Olympischen Spielen 1900 in Paris fand ein Mannschaftsrennen über 5000 m statt, bei dem der britische Leichtathletikverband Amateur Athletic Association (AAA) gegen eine Auswahl der französischen Leichtathletikvereine Racing Club de France und SA Montrouge antrat. Auf jeder Seite waren fünf Läufer im Einsatz; gewertet wurde nach den addierten Platzziffern. Henri Deloge und Jean Chastanié vom Racing Club de France und Gaston Ragueneau vom SA Montrouge konnten lange mit den beiden besten Briten Charles Bennett und John Rimmer mithalten, die sich jedoch letztendlich durchsetzten (Bennett stellte sogar mit 15:20,0 min einen Weltrekord auf), während die beiden anderen Läufer vom SA Montrouge (Paul Castanet und Champoudry) sogar den Anschluss an die beiden britischen Läufer Sidney Robinson und Alfred Tysoe verloren und nur den australischen Sprinter Stan Rowley, der das britische Team komplettierte, hinter sich ließen. Castanet wurde Achter und Champoudry Neunter, und damit siegte das britische Team mit 26 Punkten gegenüber dem französischen Team mit 29 Punkten.
Dieses war der einzige internationale Einsatz von Champoudry. Auf nationaler Ebene wurde er 1900 Meister im Crosslauf. Außerdem wurde er 1899 Zweiter im Crosslauf, 1900 Dritter im 1500-Meter-Lauf und 1901 Fünfter im Crosslauf.